# Claude Kiambe
Claude (születési nevén: Claude Kiambe, 2003. szeptember 16. – ) kongói–holland énekes. Ő képviselte Hollandiát a 2025-ös Eurovíziós Dalfesztiválon Bázelben a C’est la vie című dallal.

## Pályafutása
Kiambe a Kongói Demokratikus Köztársaságban született. Kilenc éves korában édesanyjával és testvéreivel Hollandiába menekültek. Először egy alkmaari menekültközpontban éltek, majd a család később Enkhuizenbe költözött, ahol Claude megszerezte az érettségijét. Később szállodamenedzsmentet tanult, de abbahagyta a tanulmányait.
2019-ben részt vett a The Voice Kids nyolcadik évadában, ahol a párbajkörök során kiesett. Egy évvel később megnyerte a Are you next? elnevezésű tehetségkutató műsort, melynek köszönhetően a Cloud 9 Music kiadó szerződést kötött vele.
Zenei karrierjében az áttörését 2022-ben érte el, amikor megjelent a Ladada (Mon dernier mot) című debütáló kislemeze, amely több mint 57 millió meghallgatást gyűjtött össze a különböző streamingplatformokon. Elnyerte a 3FM díját a Legjobb újonc kategóriában, valamint az övé lett a 3FM Talent díj is, majd a Qmusic Claude-ot Az év legjobb előadójának választotta. Emellett részt vett a népszerű holland tévéműsorban, a Beste Zangersben is.
Claude 2024-ben adta ki debütáló nagylemezét, a Parler français-t, amelyen az összes dalt ő maga írta. Ezzel az albummal Hollandiában és Belgiumban turnézott zenekarával közösen. 2024-ben Claude a Szabadság Nagykövete lett. 2024. december 19-én az AVROTROS bejelentette, hogy az énekes képviseli Hollandiát a 2025-ös Eurovíziós Dalfesztiválon Bázelben. C’est la vie című versenydalát február 27-én mutatták be. A verseny május 13-án rendezett első elődöntőjéből harmadik helyezettként jutott tovább a döntőbe, ahol végül a tizenkettedik helyen végzett.

## Diszkográfia

### Albumok
- Parler français (2024)

### EP-k
- Beste Zangers 2024 (Claude) (2024)

### Kislemezek
- Ladada (Mon dernier mot) (2022)
- Layla (Take Me on Your Way) (2023)
- Vas-y (Ga maar) (2023, Suzan & Freekkel közösen)
- Écoutez-moi (2024)
- Parler français (2024)
- La pression (2024)
- Je t'aime (2024, Zoë Taurannal közösen)
- C’est la vie (2025)